# Belarmina

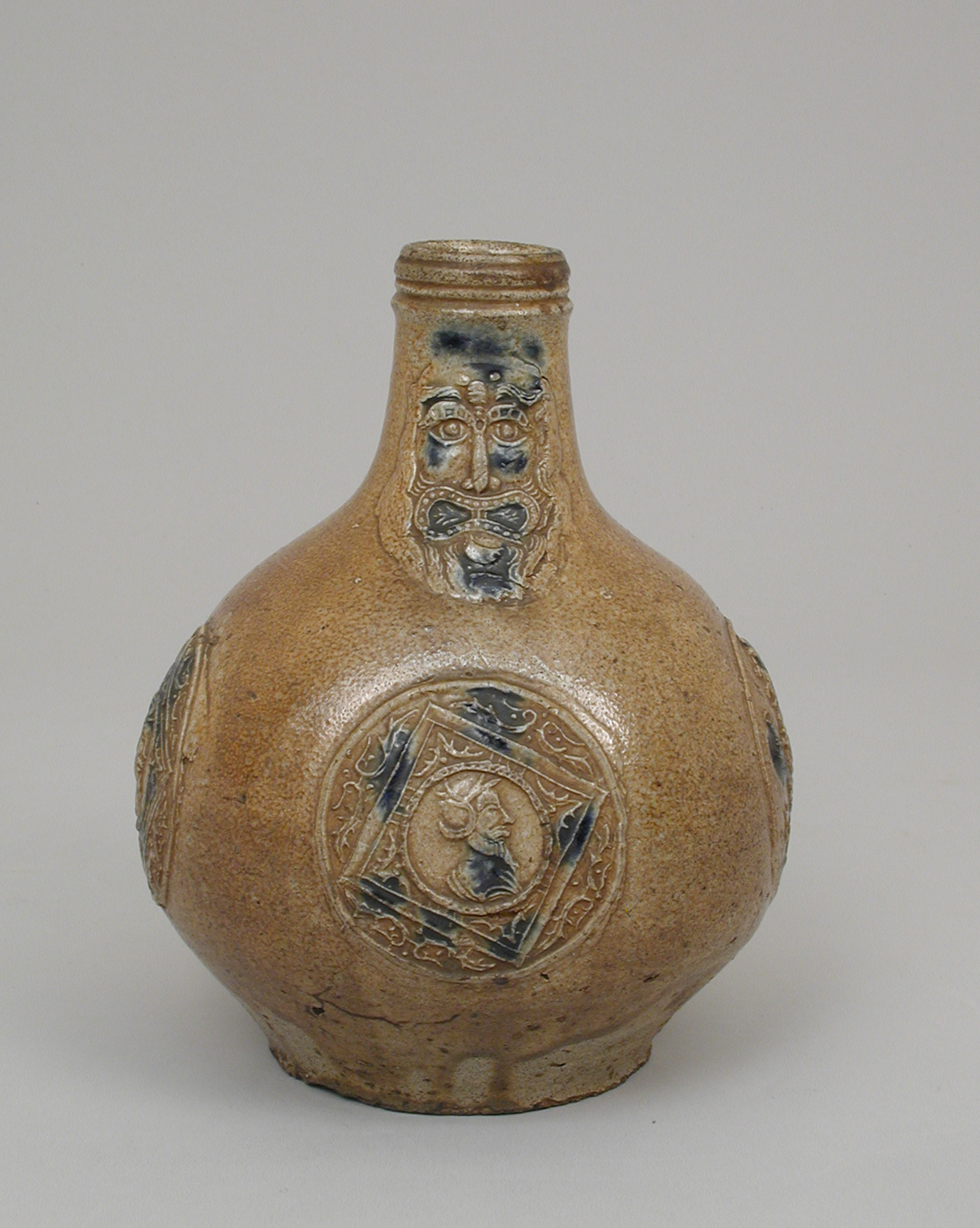
Belarmina alemana del siglo (18.7 cm), colecciones del Museo Metropolitano de Arte.

Belarmina (o bellarmina) es un tipo de jarra o botella decorada con un rostro barbudo intimidador y un origen asociado a la cerámica alemana del siglo xvi, extendido más tarde a otras zonas de Europa (Países Bajos, Gran Bretaña, España). Se emparentan con las ‘jarras del hombre barbudo’ o «bellarmines».
El origen del nombre se data hacia el siglo xvi en la cuenca del río Rin y la iconografía dirige a Roberto Belarmino, popularmente llamado el ‘martillo de los herejes’, jesuita e inquisidor italiano, cardenal y arzobispo de la Iglesia católica, legendariamente distinguido por su oposición a la Reforma protestante y recordado por haber dirigido los procesos contra personajes como Giordano Bruno y Galileo Galilei. Su rostro barbudo, grabado en relieve o toscamente trazado en el vientre de las botellas, jarras u ollas, que funcionaban como amuletos «por ser la representación del mal al portar la efigie del maligno cardenal» (sic).

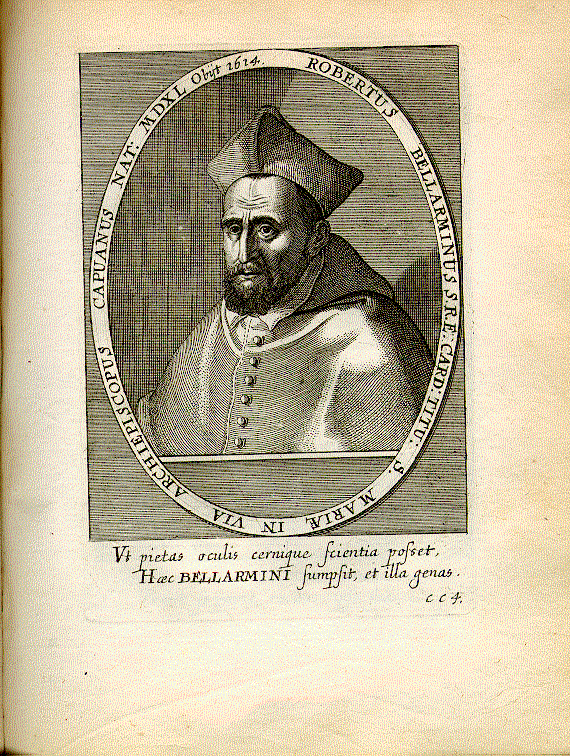
El cardenal Belarmino en un grabado del siglo, en la Bibliotheca chalcographica (1652-1669)

Otros autores alejan su datación hasta el periodo de la Germania romana (aunque a partir del siglo xii y como precedentes de las stoneware (gres) bajomedievales o jarras de piedra elaboradas con la técnica de la sal), localizando vasijas similares hechas en la zona de Colonia, y quizá representando a una divinidad masculina con cuernos, como personificación del río o de las aguas, y usada como marca de fábrica. Pudo tener un uso posterior en las canecas y demás tipología de botellas alfareras.
Para su uso ‘mágico’ se llenaban de harina, romero, algún líquido (alcohólico o infusión), clavos, cuchillas y excrementos de la persona a la que debería protegerse. Una vez sellada la botella (a veces más similar a una botija o cantarilla), se enterraba en un lugar del entorno del interesado a fin de atraer y atrapar dentro de ellas el mal de ojo, enfermedades, hechizos o sortilegios.
En la península ibérica aparecen relacionadas con varios tipos de recipientes relacionados con los conjuros y la brujería en general, y con mayor presencia en el norte y el noroeste peninsular.

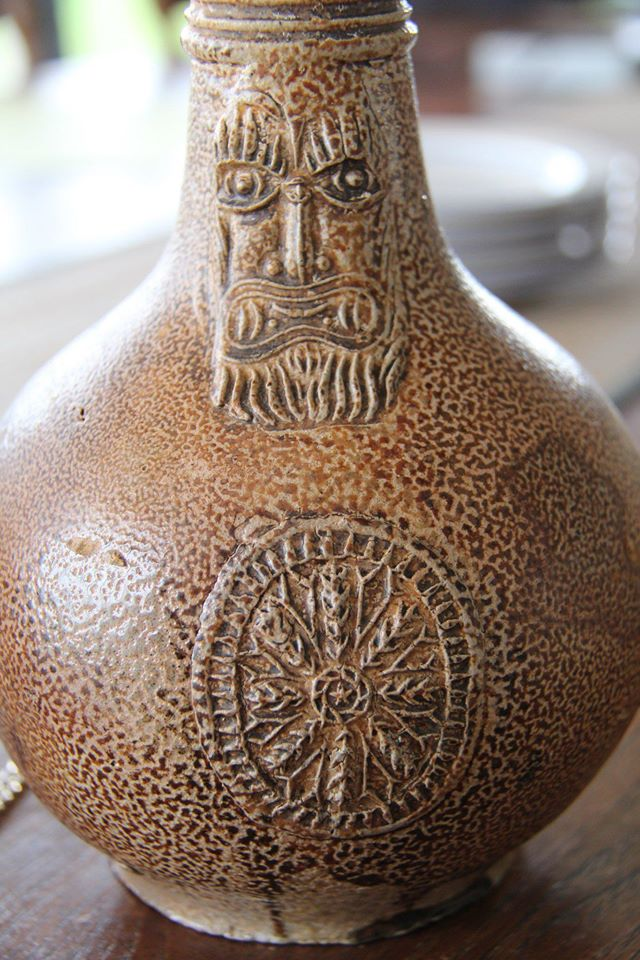
Ajuar de un navío de la Compañía Neerlandesa de las Indias Orientales (s. xvii)
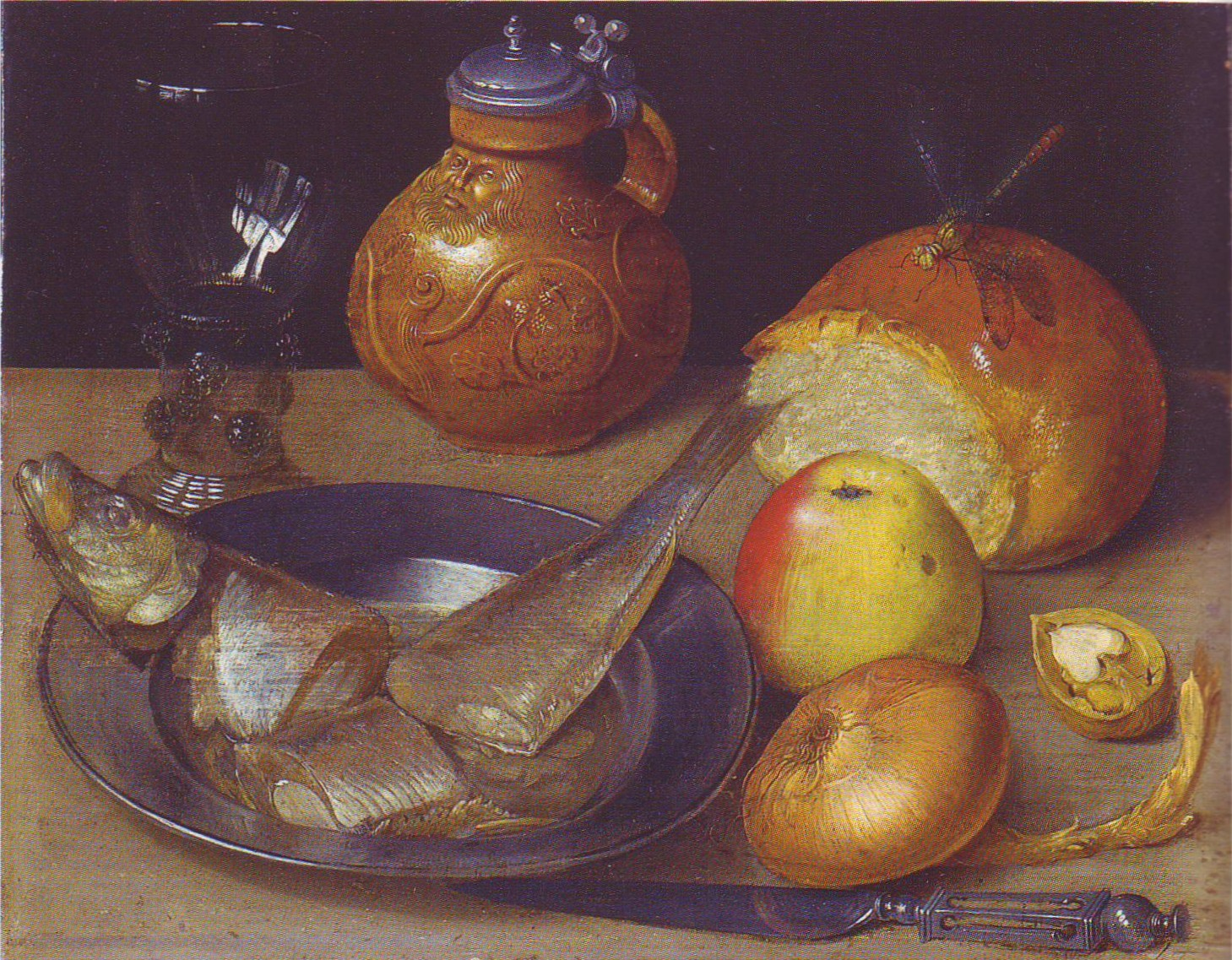
En un bodegón de Georg Flegel (ca. 1600)
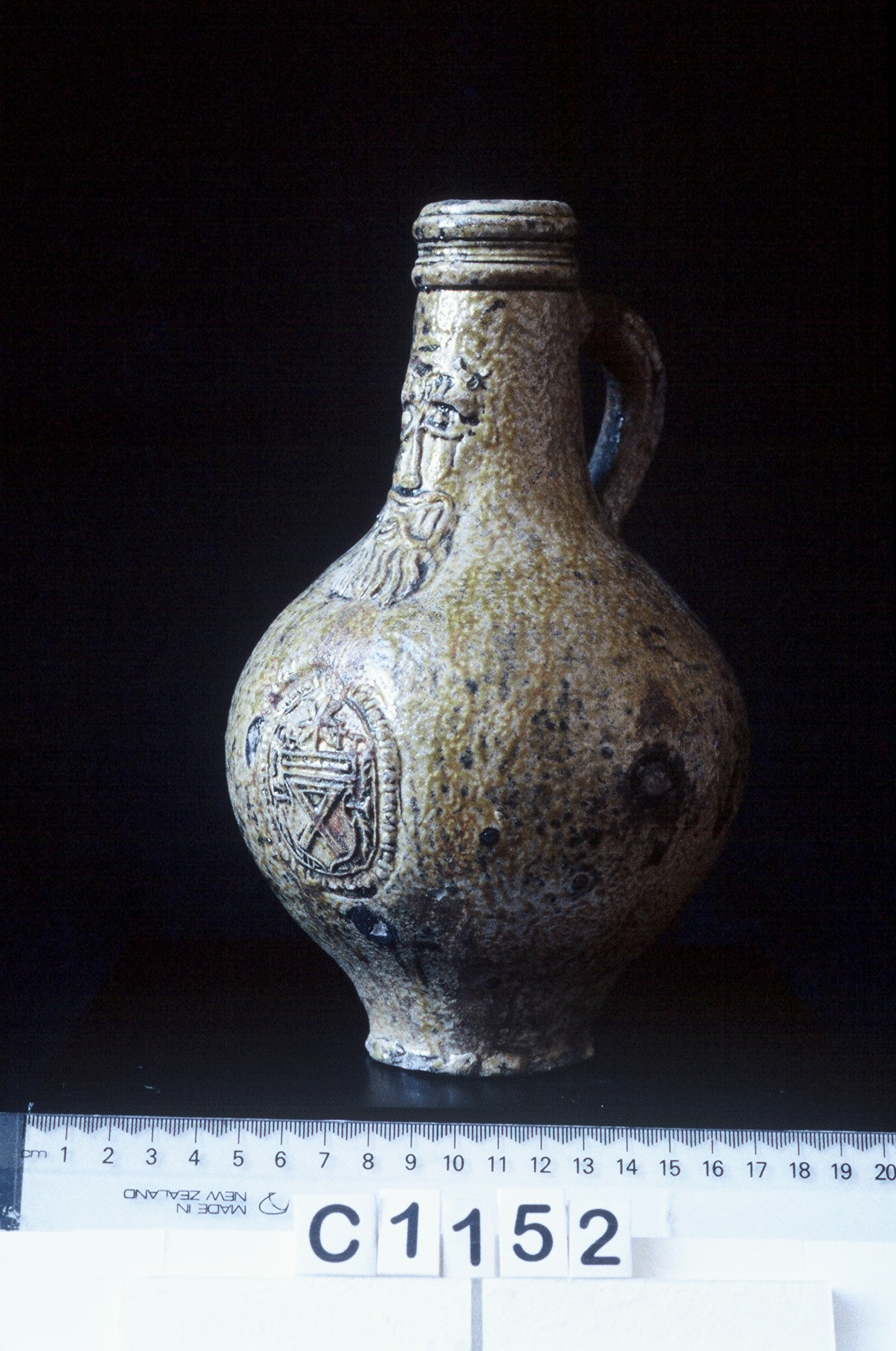
En el Auckland War Memorial Museum